# Kiragasur, Chamarajanagar
Kiragasur là một làng thuộc tehsil Chamarajanagar, huyện Chamarajanagar, bang Karnataka, Ấn Độ.